# اندیس اردمین۲ سنگک
اردمین۲ سنگک یک اندیس غیرفلزی است که در حوالی شهر نوبران استان مرکزی قرار دارد و مادهٔ معدنی موجود در آن، باریت است.سنگ میزبان این اندیس سنگ آهک/مارن/شیل/آندزیت است و دیرینگی آن به دوران ائوسن می‌رسد. 